# Мистическое Распятие
«Мистическое Распятие», иначе «Аллегорическое Распятие» (итал. La Crocifissione simbolica), известна также под названиями «Святая Мария Магдалина у подножия Креста» и «Распятие с кающейся Магдалиной и ангелом» — картина Сандро Боттичелли, написанная в конце 1490-x — начале 1500-x годов (точная дата неизвестна). Небольшая по размерам (73,5×50,8 см) картина, написаннаятемперой и маслом по дереву (в целях сохранности переведена на холст), насыщена апокалиптической символикой и во многом вдохновлена проповедями Джироламо Савонаролы, под влиянием которого находился тогда художник. «Мистическое Распятие» часто упоминают в одном ряду с другими аллегорико-религиозными картинами Боттичелли этого периода, такими как «Мистическое Рождество» и «Моление о чаше».

## Описание и интерпретация
Предполагается, что картина была создана вскоре после казни Савонаролы в 1498 году и стала выражением скорби и страха, постигших Боттичелли после потери учителя; кроме того, считается, что в ней содержатся недвусмысленные намёки на политическую обстановку тех лет — опять-таки в мистической «савонаролианской» трактовке. Одним из непосредственных источников, вдохновивших Боттичелли на создание этой картины, называют проповедь Савонаролы «За обновление Церкви». На переднем плане кающаяся Мария Магдалина обнимает подножие Креста, из одежд её выбегает какое-то животное — судя по всему, волк или лиса, символ разврата; справа от неё ангел побивает другого зверя, лису или льва, символ Флоренции. На заднем плане изображены объятый огнём Рим, отождествляемый с Вавилоном, и Флоренция под чистым голубым небом. В небе над Флоренцией парят ныне едва различимые ангелы с красно-белыми щитами, символами народовластия; в левом верхнем углу изображён Бог Саваоф, благословляющий Флоренцию. По мысли Боттичелли, покаявшаяся, подобно Магдалине, после проповеди Савонаролы Флоренция станет центром нового религиозного возрождения.